# فشار سطحی (موزیک انیمیشن)
«فشار سطحی» (انگلیسی: Surface Pressure) موزیکی از انیمیشن موزیکال افسون است که توسط والت دیزنی رکوردز به عنوان بخشی از موسیقی متن این انیمیشن در ۱۹ نوامبر ۲۰۲۱ منتشر شد. این یک آهنگ رگیتون تحت تأثیر کلمبیا است که توسط خواننده و ترانه‌سرای آمریکایی لین-منوئل میرندا نوشته و توسط جسیکا دارو، بازیگر آمریکایی در نقش لوئیزا مادریگال خوانده شده‌است. فشار سطحی جزئیات مبارزات لوئیزا را شرح می‌دهد، که از «قدرت» جادویی قدرت مافوق بشری بهره می‌برد و از این رو با استرس خواهر بزرگتر قابل اعتماد خانواده اش - مادریگال‌ها - مواجه می‌شود. این موزیک اولین حضور جسیکا دارو را در نمودارهای مختلف در سراسر جهان به دست آورد. این موزیک به رتبه هشتم در بیلبورد هات ۱۰۰ ایالات متحده رسید، و انکانتو (افسون) را به اولین انیمیشن دیزنی تبدیل کرد که دو موزیک برتر از ۱۰ را در بیلبورد ۱۰۰ تولید کرد. پس از ترانه برتر جدول ما دربارهٔ برونو صحبت نمی‌کنیم. موزیک فشار سطحی به رتبه سوم در بریتانیا، شماره هفت در ایرلند، شماره ۱۲ در کانادا، شماره ۱۸ در استرالیا، و شماره ۲۶ در نیوزلند رسیده‌است. در بیلبورد ۲۰۰ به رتبه ۹ رسید. منتقدان از محتوای متن ترانه، تکنیک‌های آوازی جسیکا دارو و تولید غیر معمول ترانه‌های سنتی دیزنی تمجید کردند.

## پس زمینه
فشار سطحی موزیکی است که در انیمیشن موزیکال فانتزی آمریکایی افسون، شصتمین فیلم بلند از استودیو انیمیشن والت دیزنی به نمایش درآمد. به عنوان سومین قطعه موسیقی متن فیلم که توسط والت دیزنی رکوردز منتشر شده، ظاهر شد. جسیکا دارو، بازیگر آمریکایی، آواز این موزیک را که توسط موسیقیدان آمریکایی لین-منوئل میرندا نوشته و تهیه شده بود، اجرا کرد. در این انیمیشن، «فشار سطحی» موزیکی است با تمرکز بر لوئیزا مادریگال، یکی از خواهران بزرگتر که قهرمان اصلی میرابل مادریگال است.

## شعر و آهنگسازی
فشار سطحی یک آهنگ رگیتون با عناصر کامبیا است. لوئیزا دومین خواهر بزرگتر همیشه متعهد میرابل مادریگال، قهرمان فیلم است. در خانواده جادویی مادریگال، میرابل یک فرد معمولی است زیرا قدرت فوق‌العاده ای ندارد. با رشد نسل سوم خانواده در بزرگسالی، شکاف‌هایی در دیواره‌های کاسیتا «طلسم» آنها ظاهر می‌شود، که میرابل مادریگال را به مأموریتی هدایت می‌کند تا بفهمد چه چیزی از جادوی آنها کم می‌کند. او از لوئیزا که عضلانی و سرسخت است و قدرت مافوق بشری دارد کمک می‌گیرد. با این حال، سؤال میرابل در مورد «چه مشکلی دارد» با یک فروپاشی عاطفی در قالب یک آهنگ موزیکال از لوئیزا روبرو می‌شود که او را ناامید می‌کند و به ترس‌ها و ضعف‌های خود اعتراف می‌کند. از آنجایی که قدرت او دیگر ویژگی برجسته او نیست، شکاف‌های پویایی خانواده‌شان بیشتر نشان می‌دهد. لوئیزا در نهایت اولین کسی است که هدیه خود را از دست می‌دهد، زیرا، خانواده اش و مردم شهر فشار زیادی بر او وارد می‌کنند.سباستین استودارد گفت لوئیزا «اصلاً دلیل وجود سفر فیلم است؛ اگر او در موقعیت خود قرار نمی‌گرفت و هدیه خود را از دست می‌داد، ممکن بود خیلی بیشتر طول بکشد تا خانواده متوجه اشتباهی در معجزه خود شوند.» جسیکا دارو «فشار سطحی» را با کنترالتو «عضلانی» خواند. این آهنگ حاوی اشعار «معمولاً ماهرانه» میرندا است که با ضرب آهنگ «کوبنده» است. در پل، لوئیزا از میان دریایی خیالی از ابرهای صورتی پرواز می‌کند و به این فکر می‌کند که چه اتفاقی می‌افتد اگر او «وزن خردکننده انتظارات را تکان دهد» و استراحت کند. ضرب و شتم دوباره وارد می‌شود، فقط برای اینکه او دوباره به همان «چک، چکه، چکه» پایین کشیده شود. آهنگ با مجموعه ای از اعلامیه‌ها شروع می‌شود: «من قوی هستم / من عصبی نیستم / من به اندازه پوسته زمین سخت هستم / کوه‌ها را جابجا می‌کنم / کلیساها را حرکت می‌دهم / و می‌درخشم زیرا من بدونی ارزش من چقدره» بعداً، لوئیزا آسیب‌پذیری خود را آشکار می‌کند: «در زیر سطح، مانند طناب‌بازی در یک سیرک سه حلقه‌ای/ زیر سطح/ آیا هرکول همیشه شبیه «یو، من نمی‌خواهم با سربروس» بجنگم، دیوانه شده‌ام؟ / در زیر سطح، من کاملاً مطمئن هستم که اگر نتوانم در خدمت باشم، بی‌ارزش هستم. این اعتراف نشان می‌دهد که چگونه در زیر ظاهر قوی‌اش، وزن دنیا را به دلیل بارها و مسئولیت‌هایی که به‌عنوان خواهر یا برادر بزرگ‌تر به دوش می‌کشد، بر دوش خود احساس می‌کند. او با لحنی «فریب‌آمیز خونسرد» آهنگ «چک، چکه، چکه‌ای که هرگز متوقف نخواهد شد» را می‌خواند. با این حال، لوئیزا همچنین از این صحبت می‌کند که چگونه، با وجود اینکه برای کمک به همه تلاش می‌کند، نمی‌افتد. میرندا توضیح داد که این آهنگ ادای احترام به خواهرش، لوز میرندا-کرسپو است: "این آهنگ نامه عاشقانه و عذرخواهی من از خواهرم است. من خواهرم را تماشا کردم که با فشاری که پیرترین است و بارهایی را که هرگز به دوش نمی‌کشید، دست و پنجه نرم می‌کرد. من باید تمام آن عصبانیت و تمام آن لحظات را در لوئیزا قرار دادم». کارگردان افسون بایرون هاوارد گفت که اشعار میرندا به لوئیزا عمق بیشتری می‌بخشد: «او شخصیتی سرگرم‌کننده، کمدی و گسترده‌است، اما داشتن این روح مستقر واقعاً نحوه دیدن او را در حین حرکت در فیلمنامه تغییر داد.» جرد بوشیکی از کارگردانان فیلم، توضیح داد که چرا برای آنها مهم است که تفاوت‌های جوامع امروزی، به ویژه با شخصیت منحصربه‌فردی مانند لوئیزا را بررسی کنند: «یکی از مزایای نمایش یک خانواده بزرگ غول‌پیکر این بود که وجود دارد. بسیاری از انواع مختلف مردم، مطمئناً در این خانواده بزرگ از کلمبیا، جایی که طبیعتاً این ترکیب شگفت‌انگیز بین جوامع اروپایی، بومی و آفریقایی وجود دارد که به عنوان یک خانواده گرد هم می‌آیند». خود جسیکا دارو این آهنگ را نمونه‌ای از این می‌دانست که موسیقی چگونه یک فرار عاطفی است: "وقتی مبارزه واقعی می‌شود، موسیقی را بلندتر می‌کنیم. حتی اگر چیزی در درون می‌گذرد، همه چیز در بیرون خوب است و شما یک زمان خوب دارید… این سفری است که من فکر می‌کنم موسیقی دیزنی آن را به خوبی انجام می‌دهد.

## عملکرد تجاری
در ۸ ژانویه ۲۰۲۲، آهنگ فشار سطحی در رتبه ۵۴ در بیلبورد هات ۱۰۰ ایالات متحده قرار گرفت. این دومین آهنگ برتر هفته بود، تنها پس از آهنگ دیگر افسون که ما دربارهٔ برونو صحبت نمی‌کنیم بود. در جدول ۲۹ ژانویه، این آهنگ به رتبه ۱۰ صعود کرد، در حالی که ما دربارهٔ برونو صحبت نمی‌کنیم در رتبه دوم قرار داشت و افسون را به اولین فیلم دیزنی تبدیل کرد که دارای دو اثر برتر ده فیلم بود. هفته بعد به شماره ۹ رسید، و بعداً به اوج خود یعنی شماره ۸ رسید. در بریتانیا، فشار سطحی در ۲۱ ژانویه ۲۰۲۲ به رتبه پنجم رسید و دومین آهنگ فیلم شد که پس از ما دربارهٔ برونو صحبت نمی‌کنیم در همان هفته رتبه اول را به پنج آهنگ برتر رساند.